# 平衡 (物理學)
在物理學上，平衡是指一種穩定狀態。在各種物理學領域中有不同的結果，如力學平衡、熱力學平衡、靜電平衡等，簡單來說，力學平衡中在一系統或一質點上，一物體所受合力為0，則稱為平移平衡；合力矩為0，則稱為轉動平衡；若物體合力為0且以等速度移動，則稱等速平衡；若一物體其受力穩定，則稱加速平衡；若一物體不但合力為0，且合力矩也為0，且為靜止，則稱靜力平衡。

## 种类
平衡在物理學中可分成多個種類。

### 力學平衡
当一个质点、刚体或质点系的速度矢量{\displaystyle {\vec {v}}}为常矢量时，就称该物体或系统处于力学平衡状态。可以分成幾種：

#### 靜力平衡
穩定平衡

指处于平衡状态的物体在受到外力的微小扰动而偏离平衡位置时，若物体能自动恢复到原先的状态，这样的平衡叫做稳定平衡。
不穩定平衡

指处于平衡状态的物体在受到外力的微小扰动而偏离平衡位置时，若物体不能自动恢复到原先的状态，这样的平衡叫做不稳定平衡。
随遇平衡
指处于平衡状态的物体在受到外力的微小扰动而偏离平衡位置时，若物体在新的位置也能平衡，这样的平衡叫做随遇平衡。